# IBMA
La International Bluegrass Music Association, o IBMA è un'associazione commerciale che promuove la musica bluegrass.

## Storia
Fondata nel 1985, la IBMA fondò la sua prima sede a Owensboro, nel Kentucky. Nel 1988 venne annunciato il progetto per la creazione dell'International Bluegrass Music Museum come supporto al River Park Centre di Owensboro. Nel 1990 la IBMA fondò il World of Bluegrass una combinazione di spettacoli, concerti e consegna di premi. Questo ebbe sede prima a Owensboro, prima di essere trasferito a Louisville, in Kentucky, nel 1997. Nashville, nel Tennessee ha ospitato questa serie di eventi nel 2005 e nel 2006 e lo ospiterà anche nelle prossime edizioni. Nel 1991 la IBMA istituì l'International Bluegrass Music Hall of Honor all'interno dell'International Bluegrass Music Museum per riconoscere l'apporto dato al bluegrass da compositori e non. Nel 2003 la IBMA ha ricollocato i suoi uffici a Nashville, in Tennessee.